# Eger-patak (Heves vármegye)
Az Eger-patak a leghosszabb vízfolyás Egerben és környékén. A Balaton község közigazgatási területén, a Vajda-kútnál eredő kis patakocska innen délkeleti irányban 68 kilométert tesz meg a Tiszáig, amelynek jobb oldali mellékfolyója. Az Egri járás, illetőleg a Bélapátfalvai járás majdnem egész területe e vízfolyás vízgyűjtőjén terül el, itteni főágának hossza mintegy 40 km, ezért a térség vízrajzának meghatározó alkotóeleme. A patak az Eger–Laskó–Csincse-vízrendszer egyik legjelentősebb tagja.
A patak kialakulása valószínűleg a miocén időszakban kezdődött el, amikor a Bükk-vidék központja mintegy 300-400 méternyit emelkedett, és így számottevő magasságú, mélyülő völgyekkel tagolt hegységgé alakult, és elkezdődött a máig tartó karsztosodás, és a vízhálózat kialakulása.
A patak sokáig megyehatárt képezett Heves és Borsod vármegye között, Egert is kettéosztva: a vár a Kis-Dobó térrel és környékével tartozott Borsodhoz, a város többi része pedig Heveshez. 1807-ben csatolták Eger egészét Heves vármegyéhez, ezzel megszűnt az az egyedi helyzet, hogy a megyeszékhely tulajdonképpen két vármegye területén feküdt.
A 20. században és már a korábbi évszázadok során is vízimalmok sorát építették ki a vízfolyás felsőbb szakaszain, ami megváltoztatta a folyó természetes vízjárását, és gyakorlatilag megszüntette a hordalék hegységbeli utánpótlását. A rendszer utolsó tagja az Egerlövőn felépített egerlövői vízimalom.
Az Eger-patak három városon és tizenhárom községen halad át útja során; vízgyűjtő területe összesen öt várost és negyven községet érint két megyében, illetve négy járásban. Több jelentős település is emelkedik a partjain, köztük Heves vármegye székhelye, Eger, valamint a szintén városi rangot kapott és azóta is járási központként működő Bélapátfalva. A térség kulturális öröksége és természeti adottságai sok turistát vonzanak.

## Nevének eredete, elnevezései
A patak a nevét az égererdőt is jelentő éger fanévről kapta. A vízfolyásról nevezték el a mellette létesült települések közül ma már legjelentősebbet, Eger városát is. A patakot alsóbb folyásain – Nagytályától kezdve – Rima-patak néven is ismerik. A rima szó A magyar nyelv történeti-etimológiai szótára szerint három különböző jelentéssel bír: 1. ’felháborodást, mérgelődést okozó, megvetésre méltó’, 2. ’savanyú’, 3. ’ringyó, szajha’. A szó a 19. század elején tűnt fel, eredete bizonytalan, de egyes feltevések szerint a latinban rés, hasadék, repedés jelentésű szó átvétele (lásd még:Rima). A latin rima pudendi például a szeméremrés latin neve, melyben a rés szót jelenti.

## Földrajza
Az Eger-patak a Bükk-hegység nyugati előterében, az Ózd–Egercsehi-medencében ered 360 méteres tengerszint feletti magasságban. A patak a hegység nyugati felének hegylábfelszínén halad keresztül déli irányban, a saját törésvonalának észak–déli irányú árkában, majd az Egri-Bükkalján keresztülvágva jut el az Alföld északi peremét képező Hevesi-síkra, majd pedig kelet felé kanyarodva átvág a megyehatáron, és a Borsodi-Mezőség vidékének nyugati szélét képezi. A patak végül a mesterségesen létrehozott Tisza-tóba torkollik Poroszló és Négyes között, 89 m tengerszint feletti magasságban. A víztározó létrehozásakor az Eger-patak korábbi medrének és környezetének jókora szakasza a mesterséges tó vízszintje alá került. A Tisza-tó alacsony vízállásánál a korábbi meder helyenként ma is jól látható.

### Geológia
A Bükk hegység vonulata a földtörténet miocén korszakában vált szárazulattá, amikor is a Paratethys óceán elkezdett visszahúzódni. Ekkor még mediterrán éghajlati adottságok jellemezték a mainál délebbre elhelyezkedő terület éghajlati viszonyait. Ez az időszak az enyhébb telek idején visszafogottabb eróziót képezett. Nyaranta elsősorban a fokozott hőmérséklet-ingadozás és a szél pusztítása játszotta a főszerepet a táj erodálásában. Ekkoriban csak időszakos vízfolyások futottak a vidéken, melyek medre nagyfokú változásnak volt kitéve a széles völgytalpakon meanderezve.
Mintegy 12,6 millió évvel ezelőttre, a felső-szarmata végére a Bükk már egyre inkább kiemelkedett a környező térségből, ami lehetőséget teremtett a vidék csapadékvizeit elszállító patakok kialakulására. A patakok ekkor még centrifugálisan futottak le a hegység felső vidékeiről. Az alsó-pannonban a Bükk hegység déli vidékeit újfent elöntötte a Paratethys, aminek következtében a felső-pannon időszakban fokozott tengeri-tavi üledékképződés indult be. A kőzetrétegek kiemelkedése révén a Bükk ekkortájt még jobban kiemelkedett a környezetéből. Ezen tektonikus mozgások több törést-törésvonalat hoztak létre a hegység déli peremvidékén, illetve több helyen boltozatokat alakítottak ki. Ezen törésvonalak azonban még észak-északkeleti irányban vezették el a hegység csapadékvizeit. A ma jellemző észak-déli irányú lefutással rendelkező vízfolyások ekkortájt még nem alakultak ki.
A Bükk-fennsík északnyugati kiemelkedése a miocén Sümegium és Bérbaltavárium időszakaiban történt meg, aminek hatására a korábbi törésvonalak aktivizálódtak, és létrehozták a hegység nyugati-délnyugati peremvidékére oly jellemző észak-dél futású törésvonalakat, melyek jó alapot képeztek a mai Eger-, Laskó-, Tárkányi- és Hór-patak  későbbi kialakulása számára.
A vidék ezt követően különböző jégkorszaki lepusztulásoknak és felszínformálódásnak volt kitéve, az interglaciális időszakokban, illetve a legutolsó jégkorszakot követő időszakban pedig a felszíni vizek és az időjárás lepusztulást okozó erejének. Ez a folyamat napjainkban is zajlik.

## Vízrajza

### Forrása

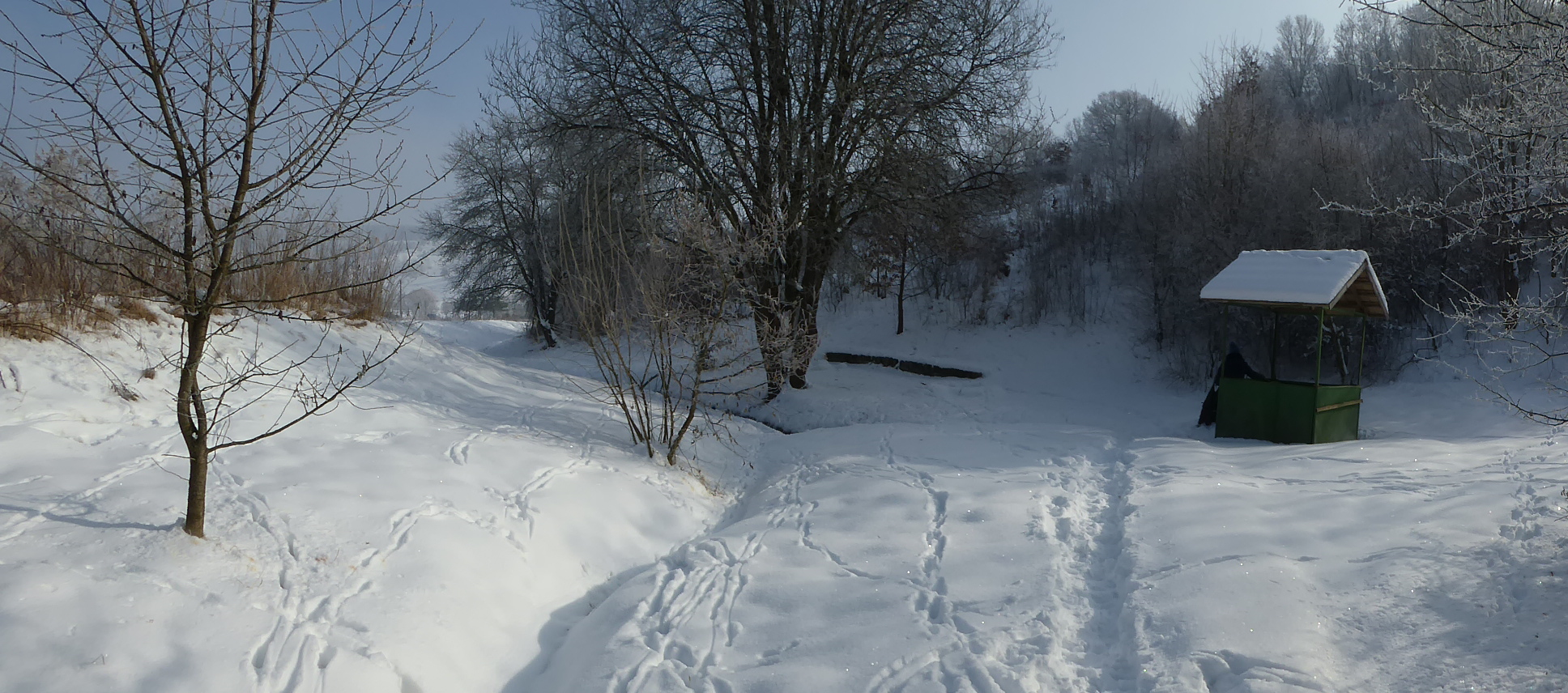
Az Eger-patak forrása

Az Északi-középhegység részét képező Heves–Borsodi-dombságban ered, Balaton községtől északnyugatra, a Vajda-kút nevet viselő forrásból, mintegy 360 méteres tengerszint feletti magasságban.
Forrásához közel, ám attól északabbra helyezkedik el az Eger-patakot a Borsod vármegyében eredő Hódos-patak, a Csernely-patak és az Úszó-patak vízgyűjtőjétől elválasztó Balatoni-tető (434 m), illetve a 447 méter magas Kövecses-hegy, melyek együttesen alkotják a terület vízválasztóját is.

### Lefolyása

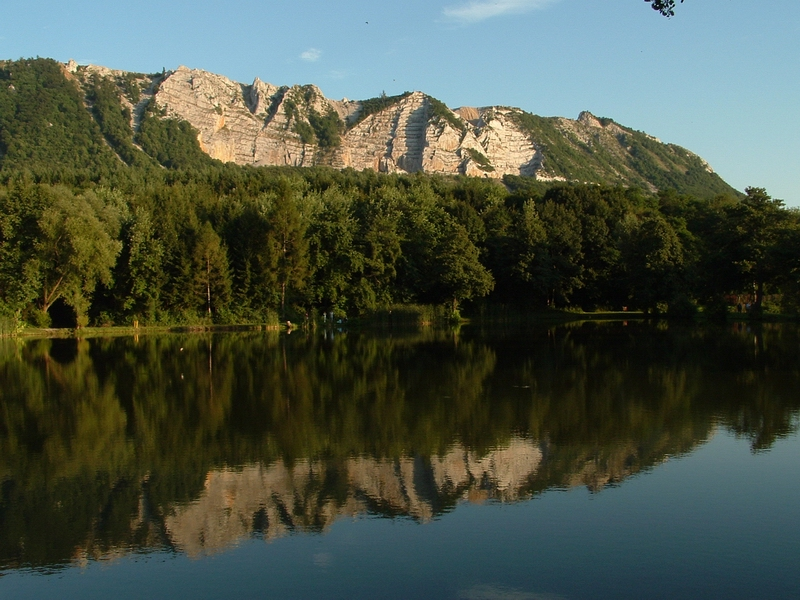
A Bél-kő Bélapátfalván, előtérben az egykori cementgyár víztározójával

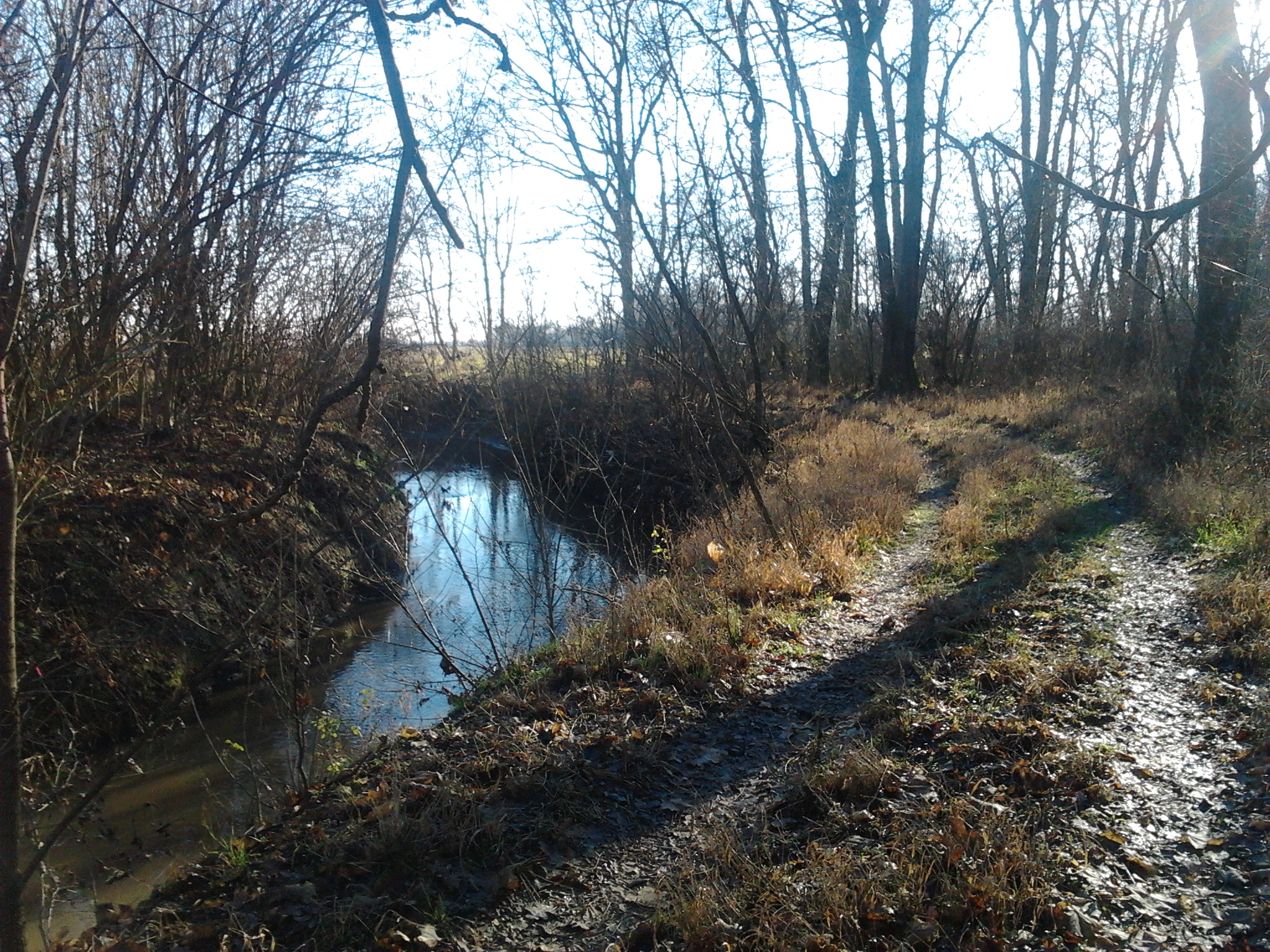
Az Eger-patak Rima elnevezésű ága Szihalom északnyugai részén

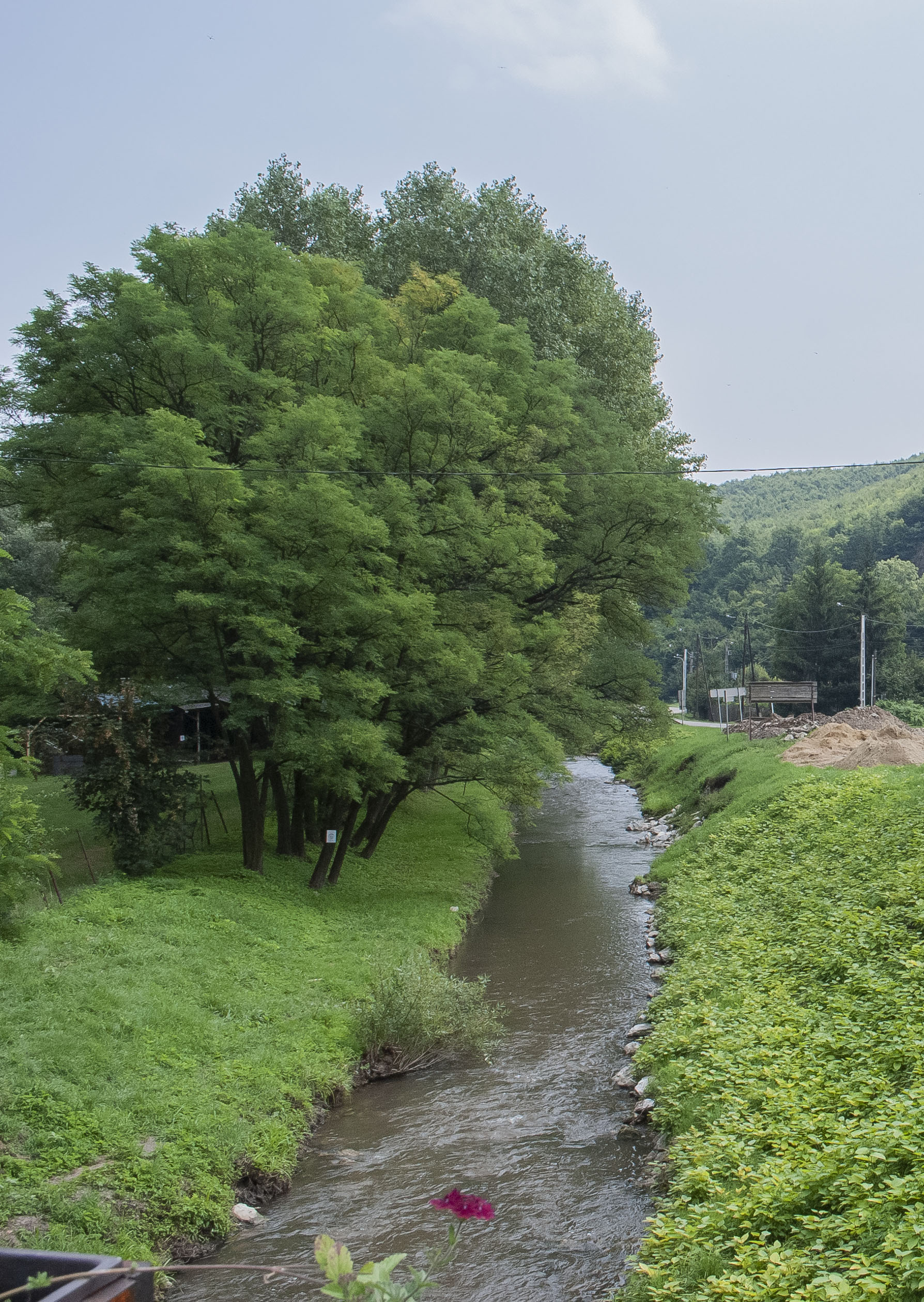
Az Eger-patak Szarvaskőnél

A Heves–Borsodi-dombság délkeleti szélétől indulva előbb Bükkszentmárton, Bekölce és Balaton felszíni vizeit gyűjti magába, majd a Bükk-vidék csúcsrégiójának nyugati lábánál halad Egerig, ahonnan továbbjutva az Egri-Bükkalját szeli keresztül, majd az Alföld északi szegélyén keresztülvágva torkollik a Tiszába. A patak vízgyűjtőjének magasabban fekvő részei az Északi-középhegységhez tartoznak – köztük a Bükk hegység harmadik legmagasabb pontja (a Szilvási-kő -960,7 m- és a Kettős-bérc északi csúcsa -958,2 m- után), az Istállós-kő is a maga 958 méteres tengerszint feletti magasságával –, míg a délebbi részei az Alföldhöz.
Az Eger-patak a forrásvidékétől kezdve a Bükk délnyugati oldalának észak-déli tájolású völgyében halad. Nagytályánál két ágra szakad, amelyből az Eger-csatorna elnevezésű ágat csak ritkán használják, illetve a másik ágát a helyiek innentől nevezik Rima néven. A Rima-patak Nagytályától továbbfolyik délnek, és útjának végén éri el Kiskörei-víztározót.
Az Eger-csatorna Makláron keresztülvágva Füzesabony felé veszi az irányt, majd Egerlövő és Borsodivánka között éri el a Kánya-patakot, amely röviddel ezután Borsodivánka északi határánál torkollik bele a Rima-patakba. Az Eger-csatornát eredetileg öntözési céllal építették, ám mára csak igen ritkán engedik erre a patak vizét. A patak Nagytályától kezdődően erősen módosított, rendezett medrű, amit az árvízvédelem és a nagyvíz esetén fellépő romboló hatás miatt kell fenntartani. A nagytályai duzzasztóműnél kiágazó Eger-csatorna erősen módosított medrű csatorna, amelyen eséscsökkentő fenéklépcsőket, helyi nevén zúgókat hoztak létre. Ilyen eséscsökkentő fenéklépcső található Makláron a Templom téren, illetve a református templom mögötti szakaszon. A Nagytálya és a maklári református templom közti szakasz kiépített, betonlapokkal burkolt mederburkolattal rendelkezik.
A Rima-patak útja Nagytályán kezdődik, majd Maklártól keletre elhaladva Szihalom felé veszi az irányt. Szihalom és Mezőszemere nyugati szélét érintve folyik tovább, majd Egerfarmostól keletre halad dél-délkelet felé. Heves vármegye és Borsod-Abaúj-Zemplén vármegye határának közelében kelet felé folytatja útját Borsodivánka felé, majd attól északra elhaladva Borsodivánka és a falu Dózsatelep elnevezésű része közt délkeletnek veszi az irányt, ezután pedig ismét kelet felé halad tovább. Négyestől északnyugatra, a Csincse-patak torkolatától kezdve dél felé folyik, majd Négyestől délre eléri a Tisza-tavat. A Rima útja során átvág a Borsodi-Mezőség keleti szélén.
A vízgyűjtő terület domborzata a hegyvidéktől a síkságig terjed. A Bükkalján a terület legnagyobb magasságai 130 és 480 méter között váltakoznak, míg a síkvidéki, hordalékkúp síkságon sehol sem éri el a 200 méteres tengerszint feletti magasságot. Az Eger-patak vízgyűjtő területén nagyobbik részben agyagpala és homokkő építi fel a térség domborzatát, helyenként szigetszerűen kiemelkedő mészkődombokkal tarkítva. A felszín arculatára lepusztulási lépcsők, lejtőcsúszások, suvadások jellemzőek. A délebbi részeken homokos, márgás, agyagos üledéktakaró borítja a vidéket, keletebbre kiterjedt lignittelepekkel a felszín alatt, melyet elsősorban Bükkábrány térségében bányásznak. Az Eger környéki dombok jellemző alkotóeleme a riolittufa is, amit a helyiek könnyen vájható volta miatt előszeretettel használnak pincerendszerek kiépítésére, illetve építkezésekhez.
A forrásától kezdve az alábbi települések sorakoznak a patak partjain: Balaton (300 m), Mikófalva (278 m), Bélapátfalva, Szarvaskő (249 m), Eger (Felnémet 182 m, Eger-Dél 149 m), Andornaktálya (147 m), Nagytálya, Maklár (125 m), Füzesabony, Szihalom (109 m), Mezőtárkány, Mezőszemere (106 m), Egerfarmos (98 m), Egerlövő (93 m), Borsodivánka (92 m), Négyes (90–89 m). A településnevek mögött zárójelben feltüntetett szám közelítő érték a patak adott szakaszon lévő tengerszint feletti magasságáról, mely által jól követhető annak esése. A part menti településeken összesen több mint 85 000 ember él, míg a teljes vízgyűjtő terület mintegy 142 000 embert érint.
Összességében véve az Eger-patak az útja során közvetlenül és kiterjedt vízgyűjtő területe által közvetett módon magába gyűjti húsz Heves vármegyei település (Bekölce, Bükkszentmárton, Mikófalva, Balaton, Mónosbél,  Bélapátfalva, Szarvaskő, Felsőtárkány, Eger, Ostoros, Novaj, Noszvaj, Andornaktálya, Nagytálya, Maklár, Szihalom, Füzesabony, Mezőtárkány, Mezőszemere,  Egerfarmos), illetve huszonöt Borsod-Abaúj-Zemplén vármegyei település (Egerlövő, Bogács, Répáshuta, Szomolya, Mezőkövesd, Csincse, Borsodgeszt,  Bükkzsérc, Sály, Kács, Négyes, Borsodivánka, Harsány, Mezőkeresztes, Mezőnyárád, Cserépfalu, Cserépváralja, Bükkábrány, Szentistván, Tibolddaróc, Tard, Kisgyőr, Gelej, Mezőnagymihály, Vatta) felszíni vizeit.
A patak vízgyűjtő területe tehát összesen öt várost (Eger, Mezőkövesd, Füzesabony, Bélapátfalva, Mezőkeresztes), egyúttal négy járást (Bélapátfalvai járás, Egri járás, Füzesabonyi járás, Mezőkövesdi járás), valamint további negyven községet érint Heves és Borsod-Abaúj-Zemplén vármegyében.

### Vízrajzi adatai

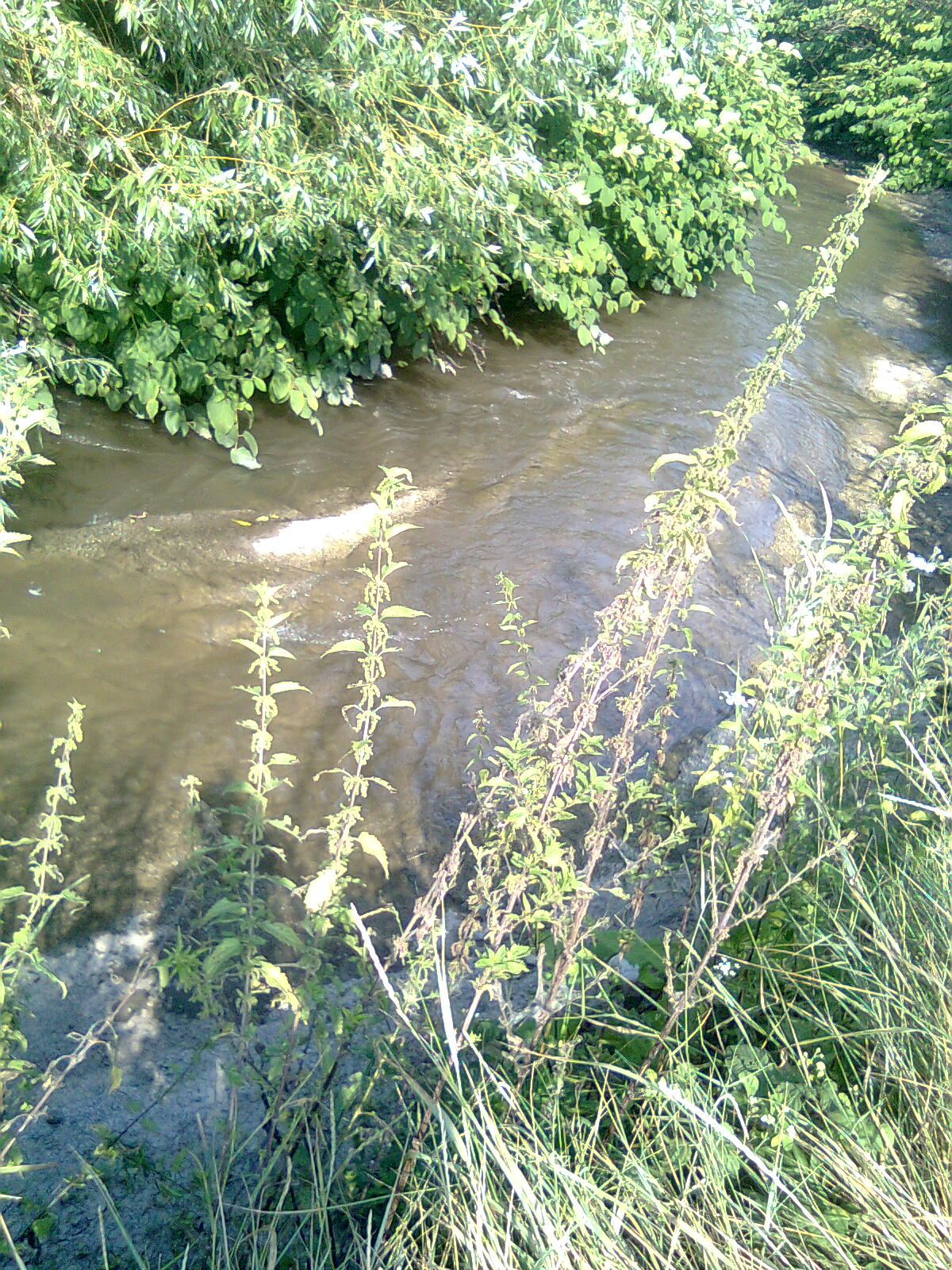
Az Eger-patak Maklár és Szihalom közt

A hossza a forrásától a torkolatáig: 68 km. Vízgyűjtő területe: 1378,6 km². Esése 207 méter, melynek jelentős része, 160 méter az Eger feletti 25 kilométerre esik. A patak vizének sebessége közepes vízállás esetén 1-1,5 m/s. A patak vízhőmérséklete 0–25 °C között ingadozik az év folyamán. A patak átlagos vízhozama az egri vízmércénél 0,5 m3/s (a legkisebb 0,05 a legnagyobb vízhozama 55 m3/s), a Csincse övcsatorna torkolatánál 1,7 m3/s (a legkisebb 0,05 m3/s, a legnagyobb 90 m3/s), a a torkolatnál 2,623 m3/s (a legkisebb 0,15 m3/s, a legnagyobb 102 m3/s). Sokévi átlagos vízhozama (1981-2010): 3,237 m3/s.
Az Eger-patak mélysége, szélessége és így sebessége nagyban különbözik az egyes szakaszokon. Általában elmondható, hogy a felső jellegű szakaszokon a patak keskeny és  mély. A patak szélességét illetően jól látszik egyfajta, a vízhozam növekedésével együtt járó növekvő tendencia, mert amíg Mikófalvánál pusztán 1–2 méter széles, a maklári Rima-hídnál már eléri a 3,5 méteres szélességet, az alsóbb folyásán pedig akár 5 méter széles is lehet. 
A patak vízszintje nem állandó, a vízszint főleg tavasszal, elsősorban a hegyvidéki hó elolvadásakor, illetve a felsőbb szakaszokon lezúduló nyári felhőszakadások alkalmával emelkedik jelentősen. Ezek az áradások alapvetően másként sújtják a különböző szakaszokat. Azon részeken, ahol az ártér meglehetősen kicsi – ilyen a felső szakasz –, jóval nagyobb áradások lehetnek, mint a vízfolyás lejjebbi szakaszain, viszont a nagy esés miatt hamarabb le is vonul az ár, míg ez az alsó szakaszokon hosszabb ideig is eltarthat. Árvíz kialakulására egy másik lehetséges mód, ha a megfagyott jég felduzzasztja a felülről áramló vizet, illetve a patak eltömíti valamelyik híd alját a magával hozott hordalékkal.
Az Eger-patak átlagos vízhozama Almárnál (ami Eger városrésze) 0,193 m³/s. A patak vízminőségének állapota megfelelő.
A patak vízminőségi mutatói az alábbiak szerint alakulnak:
- oxigénháztartási mutatók:           II–III. osztály,
- tápanyagháztartási mutatók:         II–III. osztály,
- mikrobiológiai mutatók:              II–III. osztály,
- szerves és szervetlen mikroszennyezők:   II. osztály,
- egyéb komponensek:                     I–II. osztály.[18]

### Tájformáló szerepe

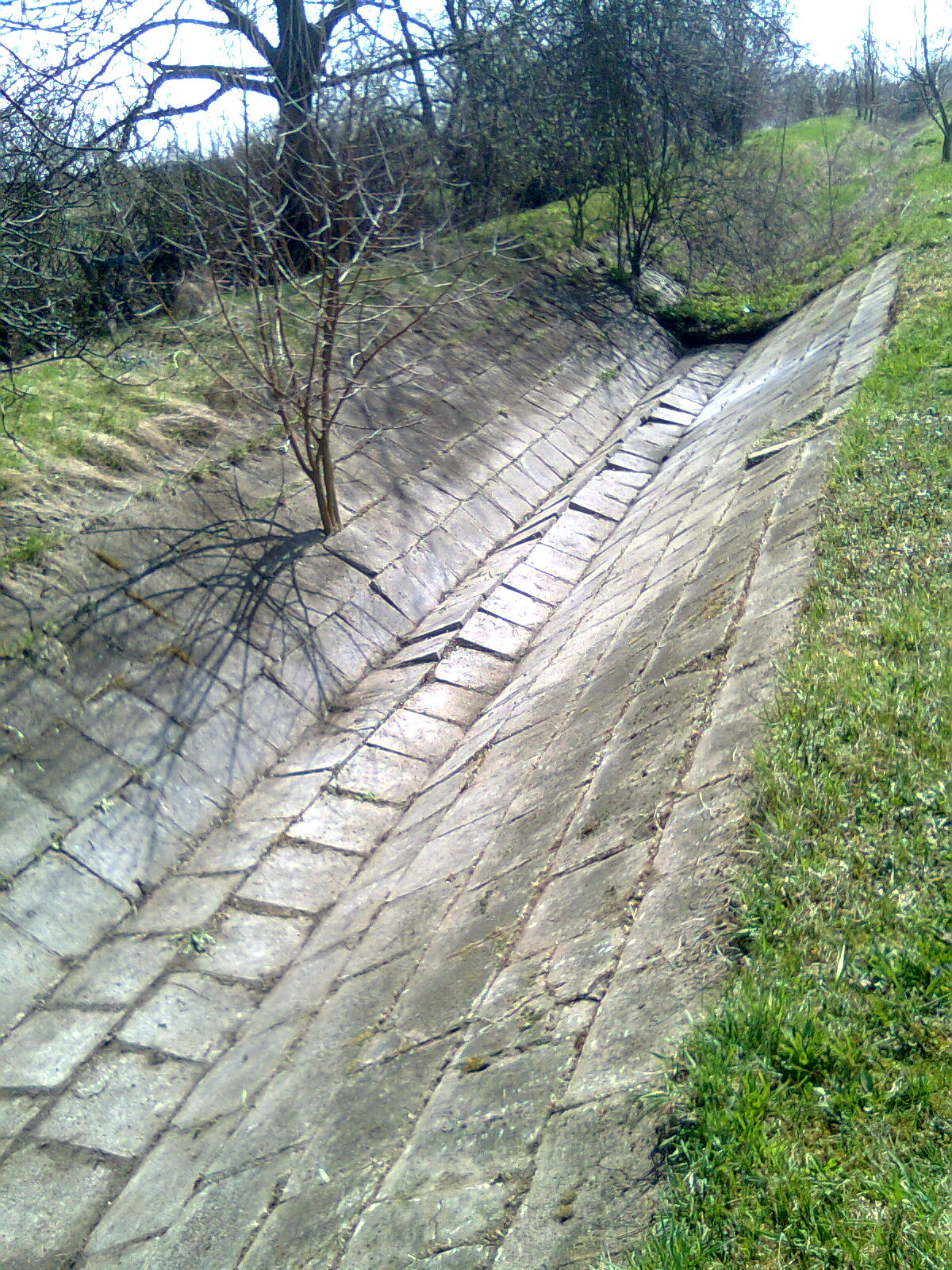
Az Eger-csatorna betonlapokkal burkolt medre Maklár belterületén

Az Eger-patak tájformáló szerepe kettős: egyszerre épít és pusztít. A rombolás elsősorban a gyorsabb folyású, hegyi szakaszokon, míg az építés a lassabb folyású, alföldi részeken jellemző. A pusztítás mértéke függ a patak sebességétől, így a nagy sodrású helyeken komoly mértéket ölthet, míg a kevésbé gyors folyásoknál a vízfolyás ilyen irányú tevékenysége szinte elenyésző. A patak állandóan koptatja és mélyíti medrét. A keményebb kőzetek koptatása természetszerűleg jóval hosszabb időt vesz igénybe, mint a puháké.
A patak változó mennyiségű hordalékot szállít, amely a felső szakaszon még nagyobb méreteket is ölthet, míg a lentebbi szakaszokon már csak porszemnyi nagyságú lehet. Ha a vízszint hirtelen apadásnak indul, az Eger-patakon jellemzően kialakulnak a zátonyok, amelyek ebből a hordalékból származnak. A vízszint ismételt növekedésével a zátonyok is eltűnnek, a vízfolyás továbbszállítja a hordalékát. Jellemzően zátonyos rész az Eger-patak Nagytálya és Szihalom közötti, kanyargós szakasza, ahol az utóbbi évek csapadékszegény időjárási ciklusai idején a zátonyok igencsak elszaporodtak.[forrás?] A hordalék természetes hosszirányú átjárhatósága, azaz a víz sodrása által való lemosódás, lentebb jutás a nagytályai duzzasztómű, illetve az Eger-csatorna eséscsökkentő fenéklépcsői miatt akadályoztatva van.
A laza szerkezetű, üledékes felszíni takaróval borított síkvidékeken keresztülhaladó vízfolyás mélyen belevájja magát a puha kőzetbe, elsősorban az élesebb kanyarulatoknál, ahol magasabb partok figyelhetők meg. Ilyen szakaszok elsősorban  Andornaktálya és Nagytálya, valamint Maklár és Szihalom között vannak. Ezeken a helyeken fokozottabb földcsuszamlásveszély alakulna ki, ha a part menti növénytakaró nem szőné át gyökérzetével a partfalakat, mivel a patak fokozatosan aláássa a szőlőhegyoldalakat.
Az Eger-patak mentén ma már nem jellemzőek a mocsarak, amelyek korábban a lerakott hordalékkúpok közti vizenyős területeken alakultak ki. Ezekből a legnagyobbak a hevesi síkon voltak megtalálhatók. Az Eger-patak építőmunkájaként jöttek létre a kisebb, elenyésző méretű hordalékkúpok, amelyek esetenként szigeteket is létrehoznak a mederben.

### Főbb árvizei

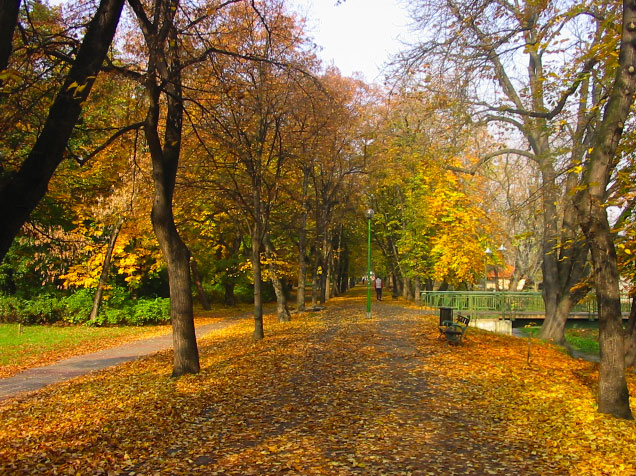
Az egri Érsekkerten keresztülfutó Táncsics Mihály sétány és a városi strandhoz vezető gyalogoshíd az Eger-patak felett

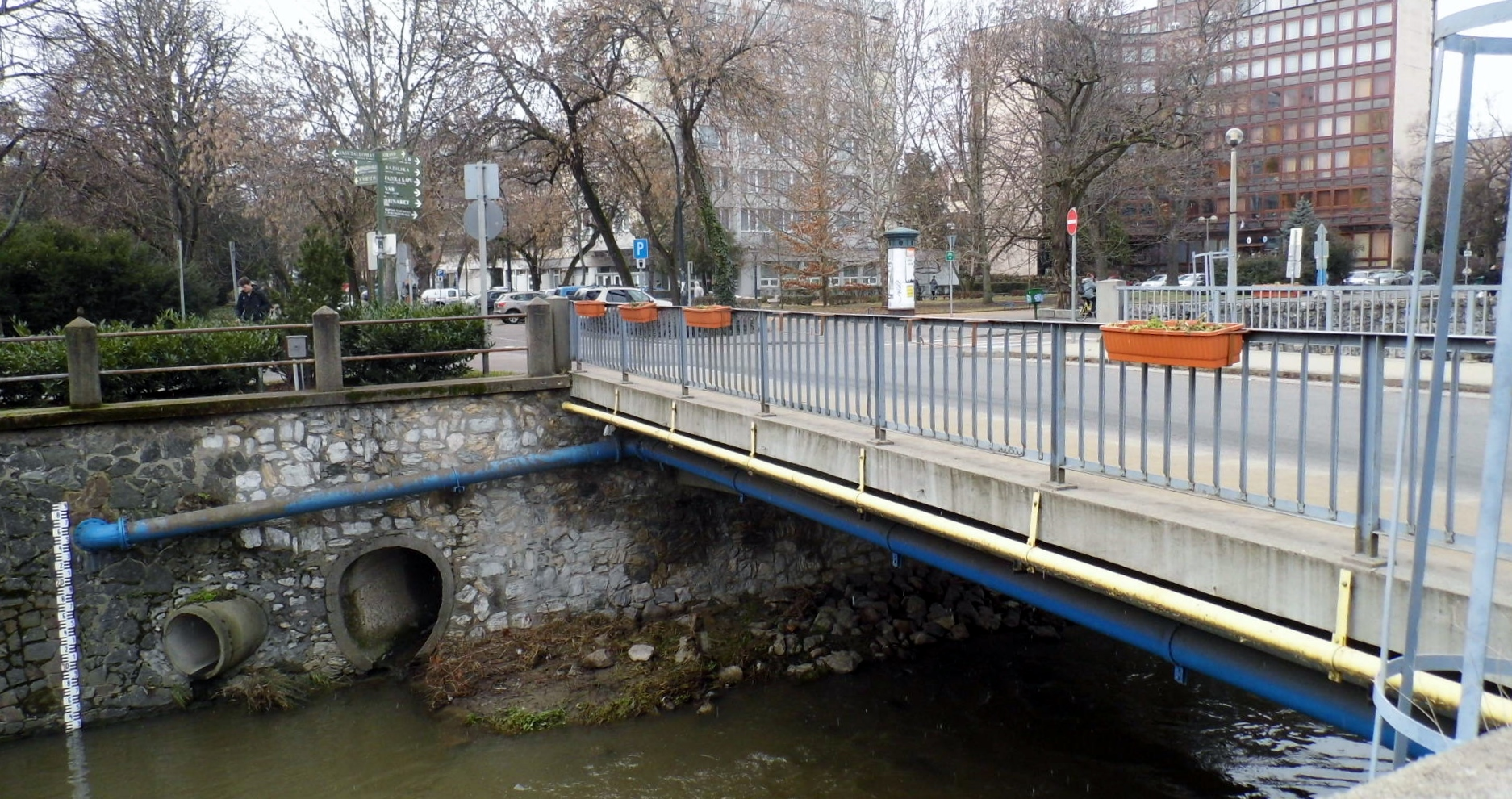
A Klapka György utcai közúti híd a patak felett. Mellette vízmérce látható

Az Eger-patak legnagyobb áradásait a nyári felhőszakadások során a magasabban fekvő területekről lezúduló hatalmas vízmennyiség okozza. Eger a története során számos alkalommal volt elszenvedője az amúgy békésen folydogáló kis patak áradáskor dühöngő erejének. Ilyen nagy árvizek Eger történetében 1757 szeptemberében, 1766-ban, 1787-ben, 1813-ban, illetve 1857-ben voltak, a legnagyobb pusztítást pedig az 1878. augusztus 31-ei árvíz okozta. Ez utóbbi vízszintjeit a városban több helyütt emléktábla őrzi, példának okáért a Jókai utcában és a Bajcsy-Zsilinszky utcában is.
A patak 1757-ben még másképpen nézett ki, mint manapság, ugyanis ekkor még a belvárosban is több ágra oszlott, kis szigeteket hozott létre, és az ekkori krónikák szerint jóval bővizűbb volt, mint manapság. A patak pusztításait megelőzendő, Eszterházy Károly püspök 1771-ben megkezdte egy kőgát kiépíttetését a patakra merőlegesen. Ez a kőgát, melynek elnevezése Posuerunt, mintegy 226 méter hosszúságú, 4 méter széles és 5 méter magas építmény volt, amely a Cifrakapu térnél húzódott. Ez a gát jó szolgálatot tett az 1813. szeptember 11-ei, az 1814. február 22-ei és az 1814. augusztus 15-ei árvizek ellen.
Az 1878. augusztus 31-ei árvíz eseményeibe Breznay Imre helytörténész munkái és a korabeli újságok leírásai adnak széleskörűbb betekintést. Ezen a napon a városban este 10 óra és éjfél között mintegy 47 milliméternyi eső hullott, ám a várostól északra fekvő területeken, elsősorban a Bélapátfalva tőszomszédságában fekvő Bél-kő vidékén ennél jóval nagyobb volt a csapadékmennyiség, igen rövid időn belül. Ugyanezen csapadékzóna okozta a miskolci árvizet is. A hirtelen jött nagy mennyiségű csapadékvizet az Eger-patak viszonylag sekély medre nem volt képes magában tartani, ezért a lezúduló víztömeg nagy pusztítást végzett a várostól északra fekvő Szarvaskőn, Felnémeten pedig a patak már kilépett a medréből. A Posuerunt kőgát sem volt képes ekkora víztömeget megtartani, csak ideig-óráig tudta megakadályozni annak bezúdulását a városba, és hajnali 3 órakor átszakadt. Ennek következtében a felgyülemlett hatalmas mennyiségű víz rázúdult az alvó városra, és a mai Északi-lakótelep területe egyetlen összefüggő vízfelületté vált. A korabeli leírások alapján az árvíz legfőképpen a város belső magját érintette, ott kőházakat és kőhidakat döntött romba, és 3–7 láb magasra ért. A károk elérték a milliós nagyságrendet. A pusztítás elsősorban a belvárosba települt kereskedőréteget sújtotta.
Ekkor még állt az Érsekkert déli kőfala, amely visszaduzzasztotta a belváros felől érkező víztömeget. A víz mélysége a Líceum északnyugati sarkánál 1 méter 26 cm, a Hartl-házban, a mai Uránia mozinál 1 méter 90 cm, a Széchenyi utca más részein 2 méter 5 cm volt. A víz mélysége a Dobó István téren lévő Bajzáth-háznál (ma Neumeier-ház) 2 méter 32 cm, a Dálnoky-háznál (ma Forst-ház) 2 méter 49 cm volt, de még a kicsivel magasabban fekvő minorita templomban is 50 cm. A belvárosban, a mai Mecset utcában, a régi Kígyó közön 3 méter 35 cm-es vízállást mértek. Reggel hét órától, amikor a víz kidöntötte az Érsekkert déli kőfalát, gyorsabb apadás indult meg a patakon. Az áradás délelőtt 9-10 órára levonult a belvárosból. Addigra a hidak közül csak a Barátok hídja állt, viszont a víz elmosta a Füzesabony–Putnok-vasútvonal tartozó töltést Eger és Kistálya közt. A legpusztítóbb egri árvíznek nyolc halálos áldozata volt.
1878. szeptember 27-én újabb árvíz pusztított, ekkor a Mecset utcában 2 méter 24 cm volt a vízállás.
Ezek után komolyabb áradás vonult még le a patakon 1900. április 30-án, 1913. augusztus 7-én, 1998. július 25-én, illetve 1999. augusztus 17-én.
A hivatalos mérések kezdete óta 1970. július 10-én mérték a legmagasabb vízállást az Eger északi részén, a 44,36. folyókilométernél elhelyezett vízmércén: 280 centimétert. Az eddig mért legalacsonyabb vízállás -5 centiméter volt, melyet 1968. június 30-án mértek.
A Borsodivánkánál elhelyezett vízmércén 2010. május 17-én mérték a legmagasabb vízállást, mely 371 centiméter volt, míg az eddig mért legkisebb vízállás ugyanitt 4 centiméter volt, amelyet 1993. augusztus 11-én mértek.

### Mellékvizei
A Bekölcei-patak Mikófalvától északra ömlik az Eger-patakba. A Recska-patak Bélapátfalva felszíni vizeit gyűjti össze, és ugyanitt torkollik bele. A Villói-patak Egercsehiből szállítja a csapadékvizet a patakba. A Mónos-patak Mónosbél felszíni vizeit szállítja bele. A Gilitka-patak Szarvaskőnél, az Almár-patak pedig az almári vasúti megállóhelynél folyik bele. A Tárkányi-patak Eger Felnémet nevű városrészében csatlakozik az Eger-patakhoz. Az Ostoros-patak Mezőszemerénél ömlik bele. A Csincse egy további vízfolyás, amelynek vize az Eger-patakot duzzasztja a Borsod-Abaúj-Zemplén vármegyei Négyes közelében, mintegy 90 méteres tengerszint feletti magasságban.
Az Eger-patak nagyobb mellékágainak főbb adatai (a forrástól lefelé haladva a torkolatuk sorrendjében):
| Vízfolyás      | Hossz (km) | Vízgyűjtő terület (km²) | Közepes vízhozam (l/s) |
| -------------- | ---------- | ----------------------- | ---------------------- |
| Bekölcei-patak | 7,0        | 21,0                    | 40                     |
| Recska-patak   | 6,5        | 24,5                    |                        |
| Villó-patak    | 10,5       | 22,3                    | 40                     |
| Gilitka-patak  | 8,5        | 4,7                     |                        |
| Tárkányi-patak | 16,4       | 103,4                   | 180                    |
| Ostoros-patak  | 30,4       | 105,7                   | 191                    |
| Kánya-patak    | 35,0       | 262,8                   | 420                    |
| Csincse        | 48,0       | 430,4                   | 1849                   |
| Eger-patak     | 68         | 1378,6                  | 3237                   |

A patak összetett és messzire nyúló vízrendszere számos – összesen huszonnyolc – kis vízfolyást és patakot olvaszt magába útja során. Az Eger-patak a Vajda-forrásból ered, majd a Tiszába ömlik. Ezen a 68 kilométeres úton magába fogadja a Bekölcei-patakot, a Gilitka-patakot, a Recska-patakot, a Villó-patakot, a Tárkányi-patakot, az Almár-patakot, az Ostoros-patakot, a Kánya-patakot és a Csincse-patakot; közvetve pedig a Cserépváraljai-patak, a Lator-patak, a Kácsi-patak, a Novaji-patak, a Szoros-patak, a Cseresznyés-patak, a Kis-Csincse patak, a Tardi-ér, a Geszti-patak, a Sályi-patak, a Berva-patak, a Mész-patak, a Mellér-völgyi-patak, a Peskő-völgyi-patak, a Gyetra-patak, a Vöröskővölgyi-patak, a Hór-patak, a Lök-völgyi-patak és a Hideg-patak is táplálja.

## Állat- és növényvilága

### Flóra
A zöldmoszatok nyáron a lassan áramló vízben elszaporodva zöldre festik azt. Az alsó szakasz partjainál jellemzőek a nádasok, ahol a nád mellett gyékény is található, kijjebb pedig sásfajok is. A gyorsabb folyású szakaszoknál a nád helyett egyből füzes cserjések vannak a patak mellett. Ezeket itt-ott kőrisfa, éger, jegenye, fehér és fekete nyárfák tarkítják. A fás szárú növények mellett többféle kúszónövény: vadszőlő, vadszeder és komló jelenléte jellemző. A patak partját Egertől kezdődően több helyütt az ártéri japánkeserűfű összefüggő sarjtelepei borítják.
A pataktól távolabb eső területeken mezőgazdasági művelést folytatnak.

### Fauna
A vízi szerves hulladék lebontói a fenéken lakó örvényférgek, laposférgek és giliszták. A különböző ízeltlábúakat a patak lassú szakaszain lehet fellelni. Ide tartozik a vízi- és a molnárpoloska. A patakban sok a tegzes, a bolharák, az alsóbb részeken az árvaszúnyog. A gyöngyösi Mátra Múzeum gyűjtése alapján több ízeltlábúfaj megtalálható az Eger-patak vidékén, Almár és Eger környékén, többek közt a következők: világoszöld mezeipoloska (Lygus gemellatus), változó mezeipoloska (Lygus pratensis), bogáncs-csipkéspoloska (Tingis cardui), pimpó csipkéspoloska (Catoplatus carthusianus), Catoplatus fabricii, Catoplatus nigriceps, kígyószisz-csipkéspoloska (Dictyla echii), hegymászó szúnyogpoloska (Berytinus montivagus), vörösfoltos bodobács (Lygaeus equestris), virágbodobács (Lygaeus saxatilis), Melanocoryphus albomaculatus, közönséges díszesbodobács (Raglius [Rhyparochromus] vulgaris), közönséges karimáspoloska (Coreus marginatus), tüskéslábú karimáspoloska (Ceraleptus gracilicornis), piros karimáspoloska Corizus hyosciami, közönséges üvegszárnyú-poloska (Rhopalus parumpunctatus), üvegpoloska (Stictopleurus punctatonervosus), nagy címerespoloska (Acanthosoma haemorrhoidale), közönséges szipolypoloska (Aelia acuminata), paréjpoloska (Eurydema oleracea).
Egy 2005 és 2012 közt végzett, helyszíni mintavételen alapuló felmérés során a kutatók megvizsgálták az Eger-patak vízrendszerének halfaunáját. A vizsgálat során 77 lelőhelyről 111 alkalommal vettek mintát, és 33 halfajt azonosítottak a patakok vizében. Ezen 33 halfaj közül 9 védett. A vizsgált patakok halfaunáján belül több mint 10%-os részesedésben van jelen három faj: a tiszai küllő (Gobio carpathicus), a halványfoltú küllő (Romanogobio vladykovi) és a fejes domolykó (Squalius cephalus). E tanulmány adatai alapján az Eger-patakban összesen 29 édesvízi halfaj él, amelyek közül az Eger-patak ágában három, az Eger-csatorna ágában öt halfajt első ízben sikerült fellelni. Az Eger-patak legjellemzőbb halfajai a fejes domolykó, a pisztráng és a jászkeszeg.
Az Eger-patakban a következő halfajok élnek: tiszai küllő (Gobio carpathicus), halványfoltú küllő (Romanogobio vladykovi), fejes domolykó (Squalius cephalus), kövi csík (Barbatula barbatula), vágó csík (Cobitis elongatoides), selymes durbincs (Gymnocephalus schraetser), szilvaorrú keszeg (Vimba vimba), amurgéb (Perccottus glenii), folyami géb (Neogobius fluviatilis), tarka géb (Proterorhinus semilunaris), fekete törpeharcsa (Ameiurus melas), Ameiurus nebulosus, bodorka (Rutilus rutilus), vörösszárnyú keszeg (Scardinius erythrophthalmus), jászkeszeg (Leuciscus idus), balin (Aspius aspius), küsz (Alburnus alburnus), karikakeszeg (Blicca bjoerkna), dévérkeszeg (Abramis brama), razbóra (Pseudorasbora parva), szivárványos ökle (Rhodeus amarus), ezüstkárász (Carassius gibelio), ponty (Cyprinus carpio), réti csík (Misgurnus fossilis), harcsa (Silurus glanis), csuka (Esox lucius), sebes pisztráng  (Salmo trutta  fario), sügér (Perca fluviatilis), vágó durbincs (Gymnocephalus cernua), széles durbincs (Gymnocephalus baloni), süllő (Sander lucioperca). Az első három halfaj ezek közül is 10 százalékot meghaladó nagyságrendben található meg a patakban.
A sekélyebb hínáros társulások és a holtágak gazdag állatvilággal rendelkeznek. Elsősorban a hínárosokban találkozni a szúnyog- és vízipoloskafajokkal, de sok csigafaj (elsősorban éticsiga) is itt talál menedéket. A holtágak élővilága hasonló a hínároséhoz, de itt még kétéltűek és hüllők is szép számban honosak. A legjellemzőbb állatfajok a varangyos béka és a vízisikló.

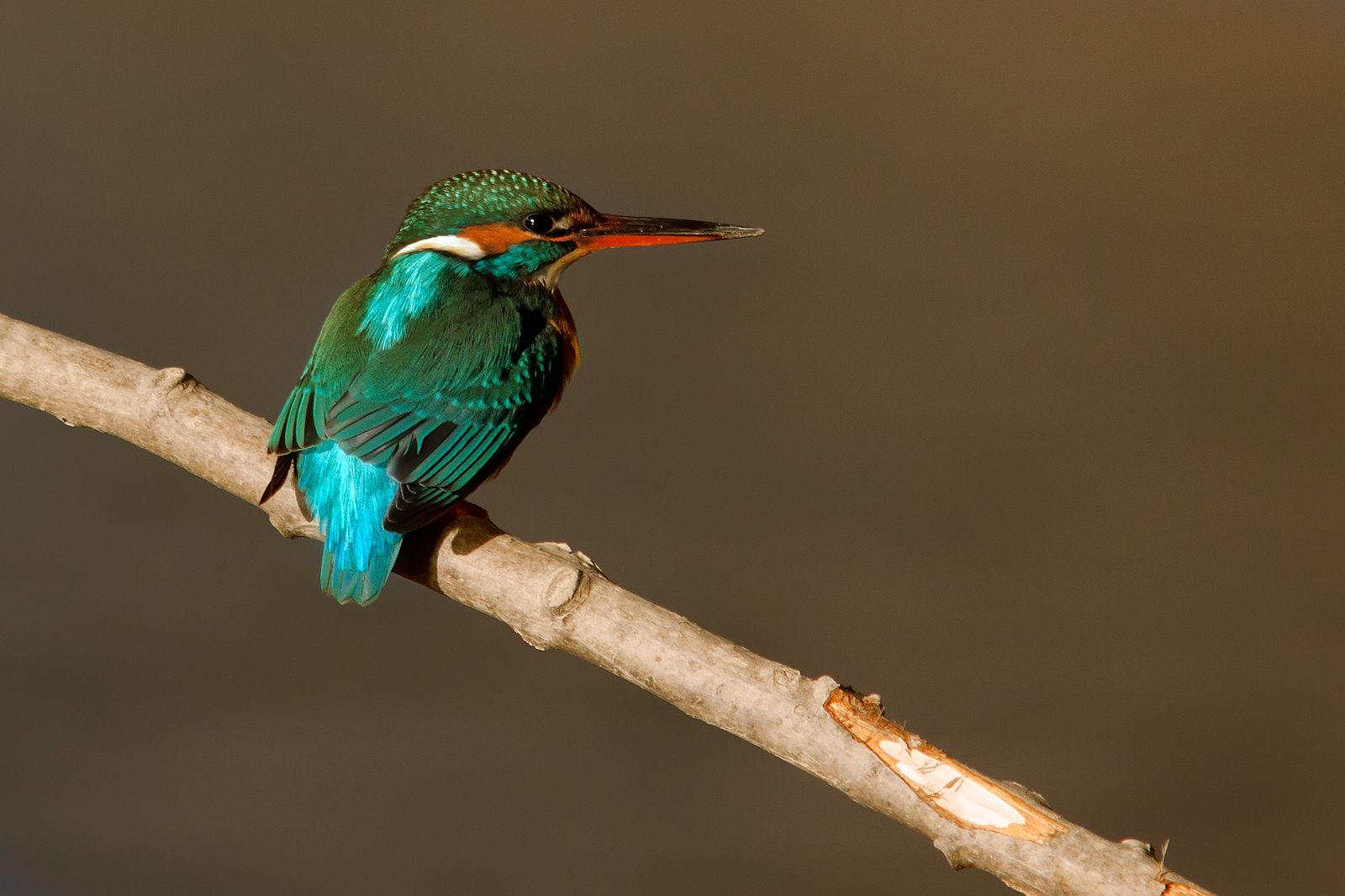
A patak mentén jégmadárral is találkozhatunk

Az Eger-patak ártere számtalan madár- és emlősfajnak is életteret biztosít.  Szintén minden folyószakaszon megjelennek a récefélék és a vadlibák. Elsősorban a Tisza környékén honos, de kisebb számban a középső szakaszon is látni szürke gémet, vörös gémet, fehér gólyát, füsti fecskét és molnárfecskét. A téli időszakban Eger Felsővárosi lakótelepén az Eger-patak mentén álló fákon nagy kócsagokat is többször észleltek. A felsőbb szakaszokon a jégmadár is előfordul. Kivételes madárvendég a patakon a vízirigó, bütykös hattyú és egy, Eger belvárosi szakaszán többször és hosszabb ideig is előforduló mandarinréce gácsér.
A ragadozókat elsősorban a vörös róka és a görény képviseli. A nagy kiterjedésű erdőkben, főleg a felső szakaszon a terület természetes eltartó képességénél nagyobb nagyvadállomány (őz, szarvas, vaddisznó) is található. A nagyvadak számát etetéssel tartják fenn, és a kipusztított nagyragadozók hiányában vadászattal ritkítják. Eger felett vidrákkal is lehet találkozni a patak partja mentén. Újabban megjelentek a patakon a hódok, meglepő módon Eger lakott területén is.

### Környezetvédelem
Az Eger-patakot viszonylag sok környezeti kár érte, természetes élővilága nagyrészt kipusztult. Az Eger-patak menti területeken az 1970-es években kezdték el kijelölni a szemétlerakó helyeket, ám ekkortájt nemigen vették figyelembe a környezet megóvását, a hulladéklerakók pedig korszerűtlenül, környezetszennyező módon működtek. A korábbi évtizedekben hulladéklerakók üzemeltek a következő településeken: Andornaktálya, Eger (három darab is), Felsőtárkány, Maklár, Nagytálya, Noszvaj, Ostoros. Az egyre szigorodó jogszabályi környezet miatt a korábbi lerakók nagyobb részét már bezárták, ám ezeknek a helyeknek a rekultivációja nem történt meg. A már bezárt lerakók továbbra is veszélyeztetik a környezetet és a felszín alatti vízkészletet, valamint a talajt is szennyezik. Az érintett térségben több helyen természet-, víz- és talajvédelmi szempontból érzékeny terület található. A korábbi évtizedekben az egyáltalán nem létező, illetve csak később elinduló rendszeres hulladékelszállítás részleges igénybevétele miatt mind a mai napig kezeletlen, illegális lerakókban heverő hulladékok szennyezik a környezetet. Ezek felszámolása ugyan folyamatban van, de a teljes felszámoláshoz az érintett területek talajának kicserélésére vagy szűrésére lenne szükség. 2008-ban a vízügyi szakemberek harmadfokú vízkár-elhárítási készültséget rendeltek el a patak Maklár és Szihalom közti szakaszán, mert kommunális hulladék gyülemlett fel az érintett szakaszon. A kárelhárítást a mintegy 100 köbméternyi hulladék begyűjtésével és elszállításával rendezték.
A patak felsőbb folyásán kiépített szennyvízhálózattal rendelkezik Balaton, Bélapátfalva, Mikófalva és Egercsehi. A térségben jelentős a karsztforrások száma. Ennek és a szennyvízberuházásoknak köszönhetően a patak felső folyásán a vízminőség kiváló.
Az Eger-patak völgye Andornaktálya és Maklár közelében vízbázisforrás, ahonnan a környező településeket és Egert is ellátják ivóvízzel. Az Eger-patak teljes vízgyűjtő területén harmadik fokozatú (nitrogén- és foszforeltávolító)  szennyvíztisztítást kell biztosítani. A patak felső-középső folyásán is kiépített a szennyvízhálózat, így Eger, Felsőtárkány, Novaj, Ostoros, Noszvaj, Maklár, Andornaktálya, Nagytálya és Szarvaskő is csatornázott. A csapadékvíz-elvezetés többnyire nyílt árkos, útmenti árkokkal történik, zárt csapadékelvezető rendszerrel csak Eger, Füzesabony és Mezőkövesd rendelkezik. A csapadékvíz szennyezőanyagoktól való megtisztítása jelenleg nem megoldott, így a településekről olaj, nehézfémek és növényvédő szerek mosódhatnak be az Eger-patak vizébe.
A hiányosságokat felismerve az 1970-es évektől folyamatosan alakultak nemzeti parkok és tájvédelmi körzetek az Eger-patak vízgyűjtő terében és közvetlen közelében. Ezek a nemzeti parkok, természetvédelmi területek jelenleg a következők: 
- Bükki Nemzeti Park (1976 óta védett, Heves vármegyében a park 14 158 hektárnyi területen terül el)
- Bél-kő
- Nagy-Eged hegy (1978 óta védett, 21 hektárnyi területen fekszik)
- Eger védett fái (1978-ban és 1982-ben jelölték ki a város helyi jelentőségű védett fáit)
- Érsekkert (8 hektárnyi területe 1996 óta védett)
- Mészhegy és Nyerges-tető (126 hektárt kitevő területük 1996 óta áll védelem alatt)
- Kőlyuktető Természetvédelmi Terület (135,92 hektáron Eger és Andornaktálya területén[32])
- Ostoros-Novaji gyepek helyi jelentőségű védett természetvédelmi terület (159 hektárnyi területe 2001 óta élvez védettséget)
- Hevesi Füves Puszták Tájvédelmi Körzet (Füzesabony és Poroszló közelében)
- Borsodi Mezőség Tájvédelmi Körzet (a pataktól keletebbre fekvő terület)
- Tisza-tavi madárrezervátum

Ezenkívül Natura 2000-es természetvédelmi területek a patak mentén:
- Bükk-fennsík (14 080 hektárnyi kiterjedésű)
- Szarvaskő (496 hektár)
- Várhegy, Nagy-Eged (1991 hektár)
- Ostoros-patak menti erdős puszta (44 hektár)

### Szennyezés az Eger-patakon 2019-ben
2019. augusztus 7-én kapott bejelentést Heves Megyei Katasztrófavédelmi Igazgatóság arról, hogy az Eger-patakon Nagytályánál tömegesen pusztulnak a halak. A hatóság elrendelte a legmagasabb, harmadfokú vízminőségi kárelhárítási készültséget. A patak mintegy 6 kilométeres szakaszát érintette a halpusztulás. A hatóság horgászati tilalmat rendelt el az érintett szakaszon augusztus 7-től, melyet 2019. augusztus 27-étől oldottak fel. A patak vizéből négy helyen is mintát vettek, melyet különböző vízminőséget ellenőrző vizsgálatoknak vetettek alá. A hatóság tájékoztatása szerint a patakon nem vegyi anyagok, hanem a heves esőzés miatt a patak vizébe mosódott szerves szennyező anyagok okozták azt az oxigénhiányos állapotot, melynek következtében a patakban élő halak az oxigénhiány miatt megfulladtak. A haltetemek eltávolításáról a hatóság intézkedett az érintett szakaszon. A szerves anyag, amely a patakba került a hatóságok feltételezése alapján lehetett például a földekre kiszórt trágya is. A helyszínre kiérkező horgászok és halőrök szerint a szennyezés forrását valahol Andornaktályán a Vörösmarty és az Alkotmány utcák közötti szakaszon kell keresni.

## Gazdaság

### Történelmi hasznosítása
Az Eger-patak egykoron húsz vízimalmot hajtott. A vidék feltérképezését Sartory József mérnök a 18. század végén és a 19. század első évtizedeiben végezte, és az általa készített felmérés alapján hét malmot sorolt fel az Eger-patak mentén. Ehhez szorosan kapcsolódik a Felnémeten lévő rizskásamalom története. Eszerint az Eger-patak mocsaras árterületén a törökök honosították meg a rizstermesztést; a terményt megőrölve rizslisztet gyártottak itt. Ennek a hagyománynak állított emléket a rizskásamalom elnevezés. Felnémeten a kendertermesztés története a régi idők homályába vész. Ugyanakkor azt tudni, hogy a patak vize az itt található kallómalomban egy forgó lapátkereket hajtott meg; ennek segítségével tömítették, nyújtották a posztót, amit kiszárítva egri posztósoknak adtak el. Innen ered a kallómalom elnevezése. A püspöki malmok a patak jobb oldalán, míg a káptalani malmok a bal oldalán helyezkedtek el, annak rendje alapján, hogy a püspöki birtokok jobboldalt, a káptalani birtokok pedig baloldalt helyezkedtek el.

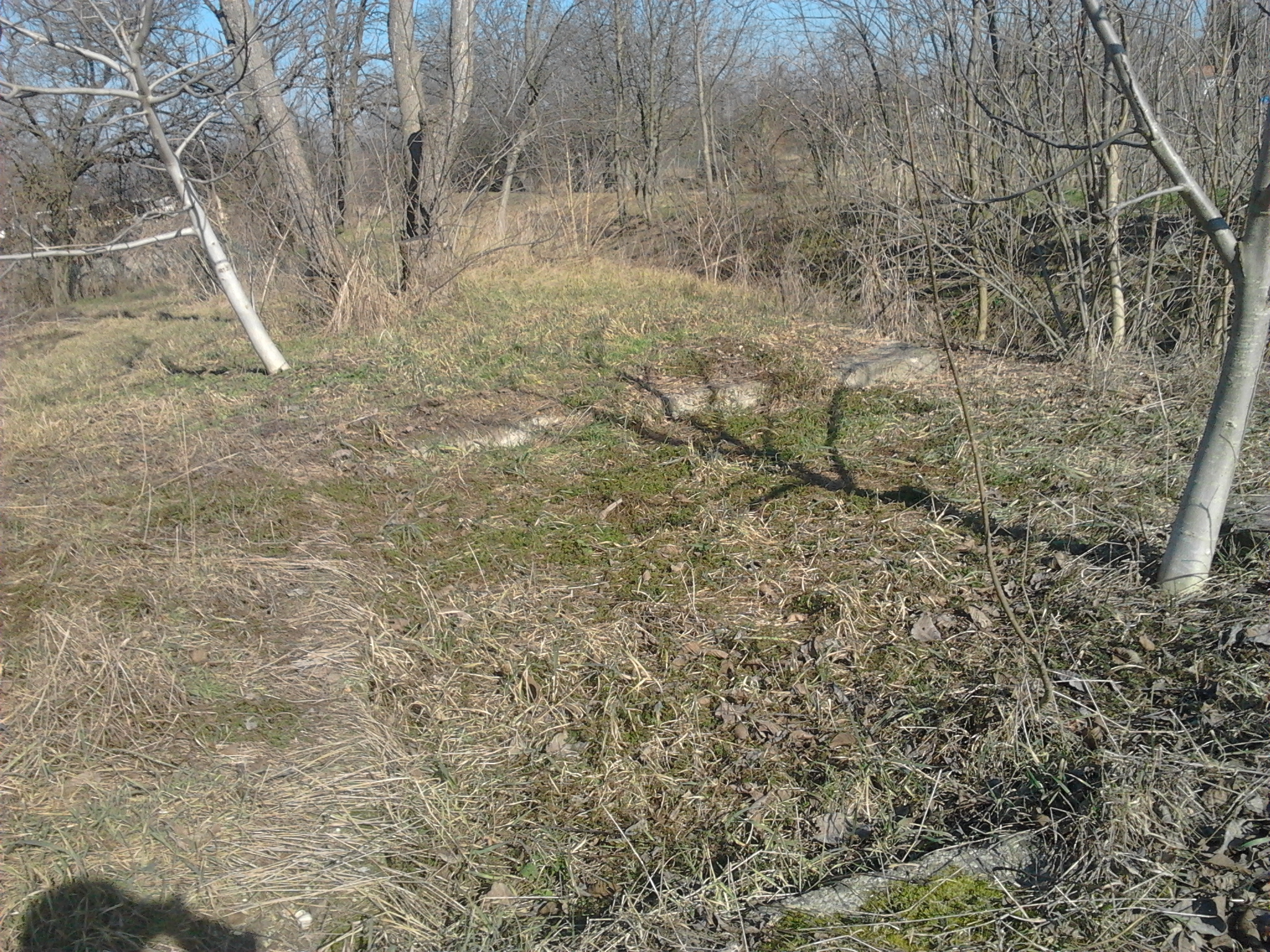
A régi Szabó-malom alapjainak maradványai Makláron a református templom mögötti zsilipnél 2015-ben

A 20 egykori malom a következő volt az Eger-patak mentén, a folyás sorrendjében:
- Füzér-malom, (Eger-)Szarvaskő
- Rizskásamalom, (Eger-)Felnémet
- Polónyi-malom, később Englermalom, majd Egervári-malom
- Kallómalom (e malom nevét őrzi Egerben a Kallómalom utca)
- Práff-malom: a Práff-családról kapta a nevét. 1937-ben Práff Nándor tulajdonában állt[39]
- püspöki malom
- darálómalom, a mai strand területén
- városi malom, a vágóhíd tájékán
- Adamcsek-malom
- Tót-malom, (Andornaktálya-)Kistálya
- Mocsáry-malom, (Andornaktálya) Andornak
- Berki-malom (Nagytálya): mára csak romjai maradtak
- Szentkereszti-malom: jelenleg magánkézben van[40]
- maklári felső malom (Sumi-malom)
- maklári alsó malom (Szabó-malom): alapjai máig láthatók[41]
- Városrévi-malom (Füzesabony)
- Király-malom (Füzesabony)
- mezőtárkányi malom
- egerfarmosi malom
- egerlövői malom

A füzesabonyi malmok közül az egyik az 1600-as években Szelim aga uralma alá tartozott. Az Eger-patak korábbi medrének feltárásakor az ott lévő falmaradványokról a régészek megállapították, hogy a korábbi vízimalom épülete középkori eredetű.
A vidéken megtermelt gabonaféléket a korábbi évszázadokban a patak mentén épült vízimalmokban őrölték lisztté, ám ezen ipari létesítmények épületei közül mára egyetlenegy sem maradt meg bemutatható állapotban.

### Halgazdasági jelentősége
Jellemzően horgászható halfajai: domolykó, pisztráng, jászkeszeg, európai harcsa, széles durbincs.
Az Eger-patak halászati jogát Eger-Felnémettől a nagytályai zsilipig terjedő szakaszon a MŰHOSZ (Műlegyező Horgászok Országos Szövetsége) bérli a magyar államtól. Az egyesület évről évre mintegy 10 000 darab sebes pisztrángot telepít a patakba, valamint jászkeszeget is telepítettek már, de ez utóbbit csak kísérleti jelleggel. Az egyesület szabályai alapján az érintett szakaszon minden év április elseje és június 15-e közt tilos domolykót és jászkeszeget kifogni.
Valaha az Eger-patakon kismértékű halászat folyt. Az Eger-patak környéki településeken is éltek halászok. A 20. században azonban a vízfolyást ért nagyfokú szennyezések miatt halállománya nagyban lecsökkent, így a halászat is szinte teljes mértékben eltűnt innen. Mindössze hobbihorgászokat találni manapság a patak partjain. Egyedül a Tisza-tónál maradt meg a kereskedelmi célú halászat, de ott is nagyban korlátozott.

### Hajózhatóság
A hajózás a vízfolyás sekély volta miatt, illetve a sűrű növényzet és a mederkotrás hiánya miatt nem lehetséges a patak teljes hosszán, csak egyes igen rövid szakaszokon, ott is csak kajakkal. Az Eger-patakon éppen ezért nincs és nem is volt jellemző az áruszállítás, így erre a célra kiépített kikötőkkel sem lehet találkozni.

### Vízenergia

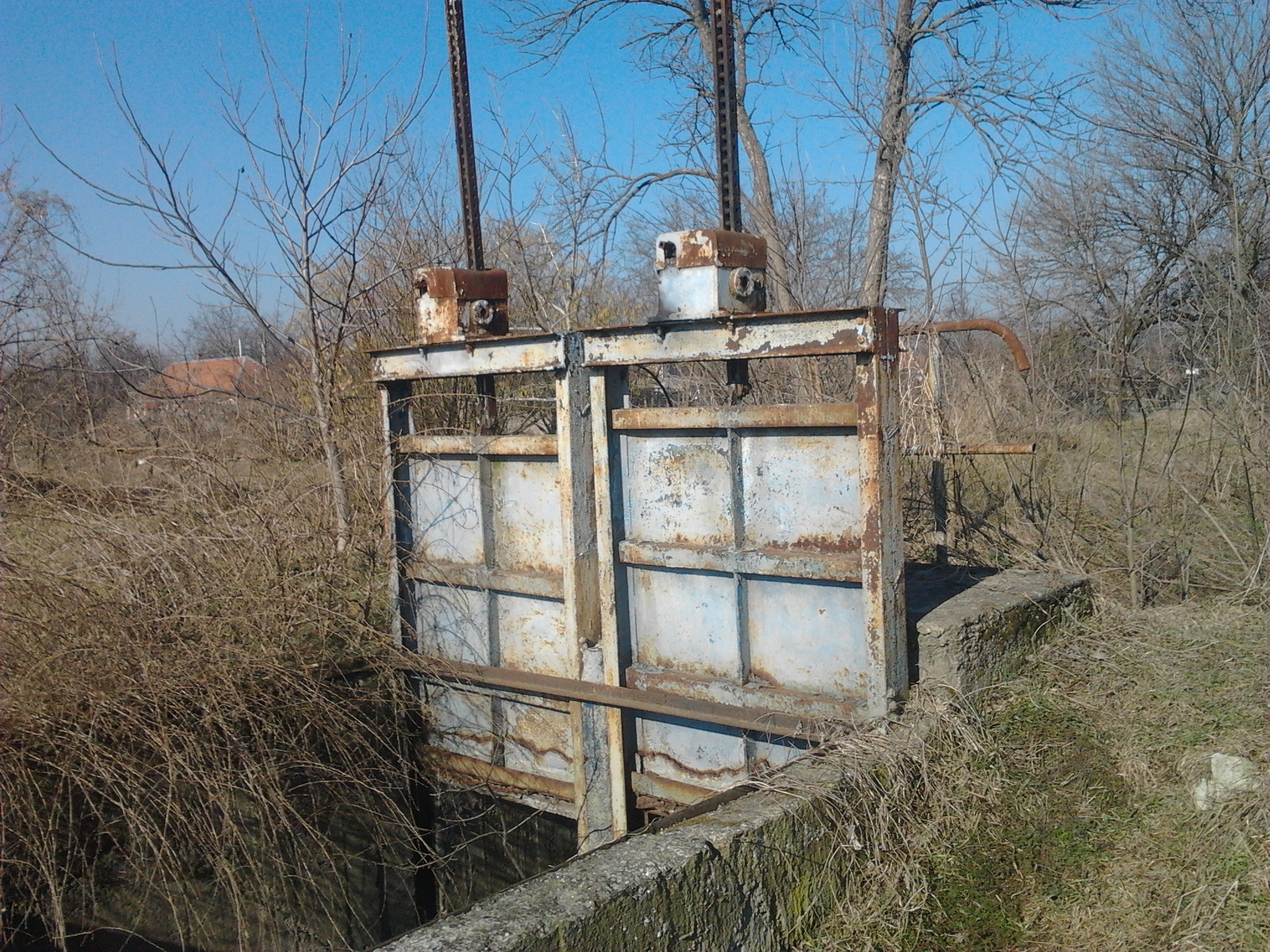
Zúgó vagy más néven zsilip az Eger-csatornán Maklár déli részén

Az Eger-patakon az energiát hasznosítandó számos vízimalom épült elsősorban a gyorsabb sodrású szakaszokon, így Egerben, Andornaktályán, Nagytályán, Makláron, Füzesabonyban és Mezőszemerénél. Az Eger-patak mentén nem alakítottak ki duzzasztóműveket a vízenergia hasznosítására. A patak vizét öntözési célokra használják fel napjainkban is, mely tevékenységet Nagytályán és Makláron az Eger-csatornán kiépített duzzasztóművek (úgynevezett zúgók) segítik.

### Turizmusa

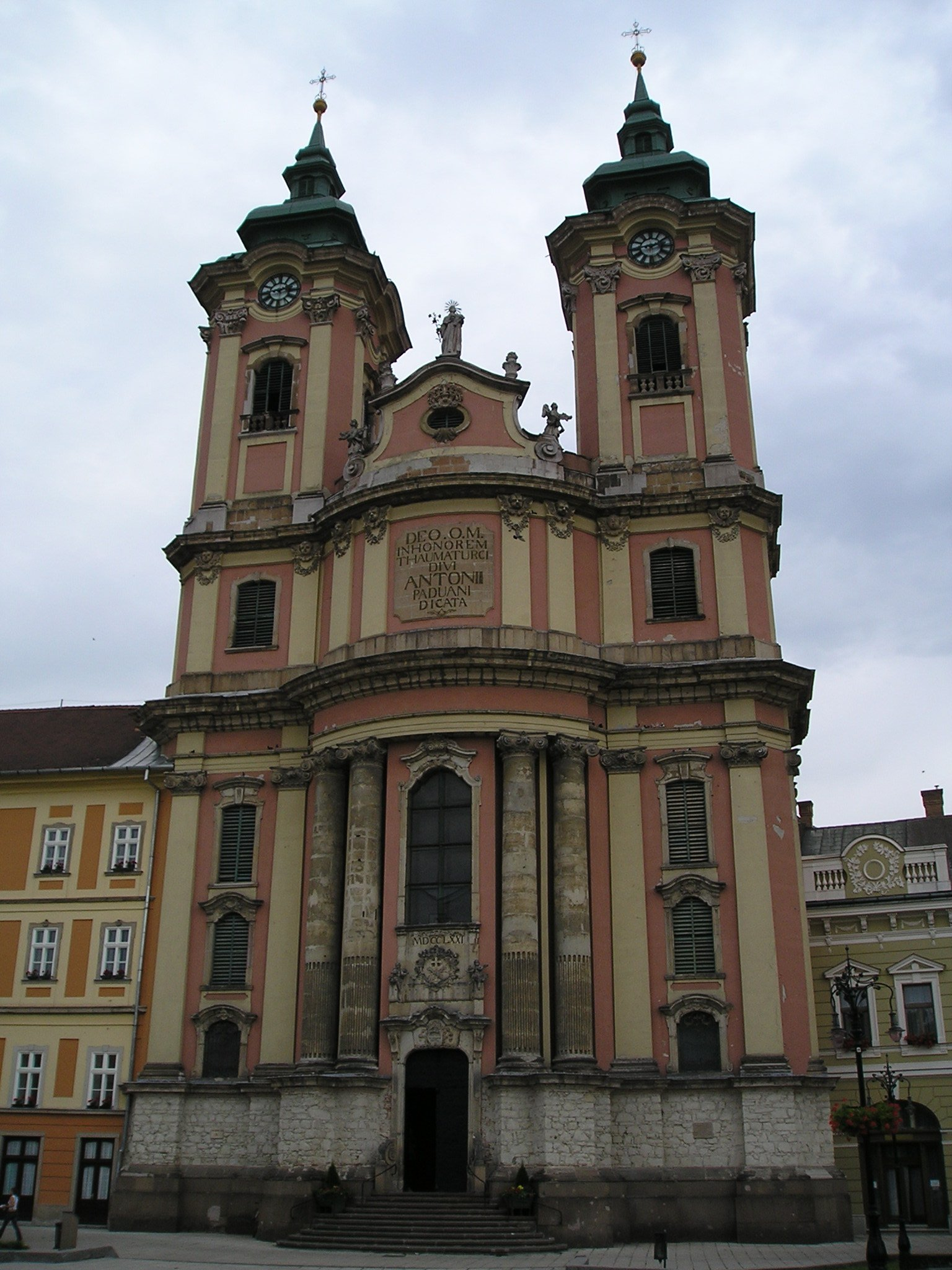
Az egri minorita templom

Az Eger-patak mind az aktív, mind a passzív kikapcsolódás egyik kedvelt helyszíne. A patak mellett épült számtalan idegenforgalmi látnivaló csábítja ide a turistákat, elsősorban Bélapátfalva, a megyeszékhely Eger és környéke, illetve a Bükki Nemzeti Park.
Az aktívabb kikapcsolódásra vágyók számára az Eger-patak mint horgászhely funkcionál. A patakon időnként evezős vízisportot űző amatőr sportolók is feltűnnek.
Az Eger-patak mentén egyre nagyobb mértékben terjed el a kerékpározás is. Eger és Felsőtárkány közt kiépült a kerékpárút, de a patak alsóbb szakaszain (elsősorban Makláron, Szihalom és Mezőkövesd közt, valamint a Tisza-tó körül) is lehetőség van a biztonságos kerékpározásra. A Karancs–Mátra–Tisza-tó-kerékpárút Eger városán halad keresztül, ám a patak mentén és közelében futó útvonal egyelőre még nincs teljes hosszában kiépítve.
Az Eger-patak partjaihoz vezet az Országos Kéktúra 22. számú túrájának Sirok vasúti megállóhely és Szarvaskő vasútállomás közti szakasza, valamint a patakot keresztezi a Szarvaskő vasútállomás és Putnok közt futó, 23-as számú túraútvonal. Egyben ez képviseli az E4 európai túraútvonalat is.
Főbb idegenforgalmi célpontok az Eger-patak mentén:
- Bükki Nemzeti Park
- bélapátfalvai ciszterci kolostor
- Bél-kő Természetvédelmi Terület[51]
- Szarvaskői vár
- Eger történelmi belvárosa, továbbá: Szépasszonyvölgy, Érsekkert, Egri Strand és Termálfürdő
- Andornaktálya: Kistálya barokk temploma, Mocsáry-kastély (Andornak)
- maklári sportrepülőtér
- Szihalom barokk temploma, tájház
- füzesabonyi városi múzeum, katolikus templom
- Hevesi Füves Puszták Tájvédelmi Körzet[23]
- Borsodi Mezőség Tájvédelmi Körzet[22]
- Poroszló tájház, Tisza-tavi madárrezervátum, Tisza-tavi Ökocentrum[52]

A közvetlen környezetében fekszenek továbbá a következő idegenforgalmi célpontok: a noszvaji De la Motte-kastély, az egerszalóki gyógy- és termálfürdő, a demjéni fürdő és a mezőkövesdi Zsóry Gyógy- és Strandfürdő.

## Közlekedése

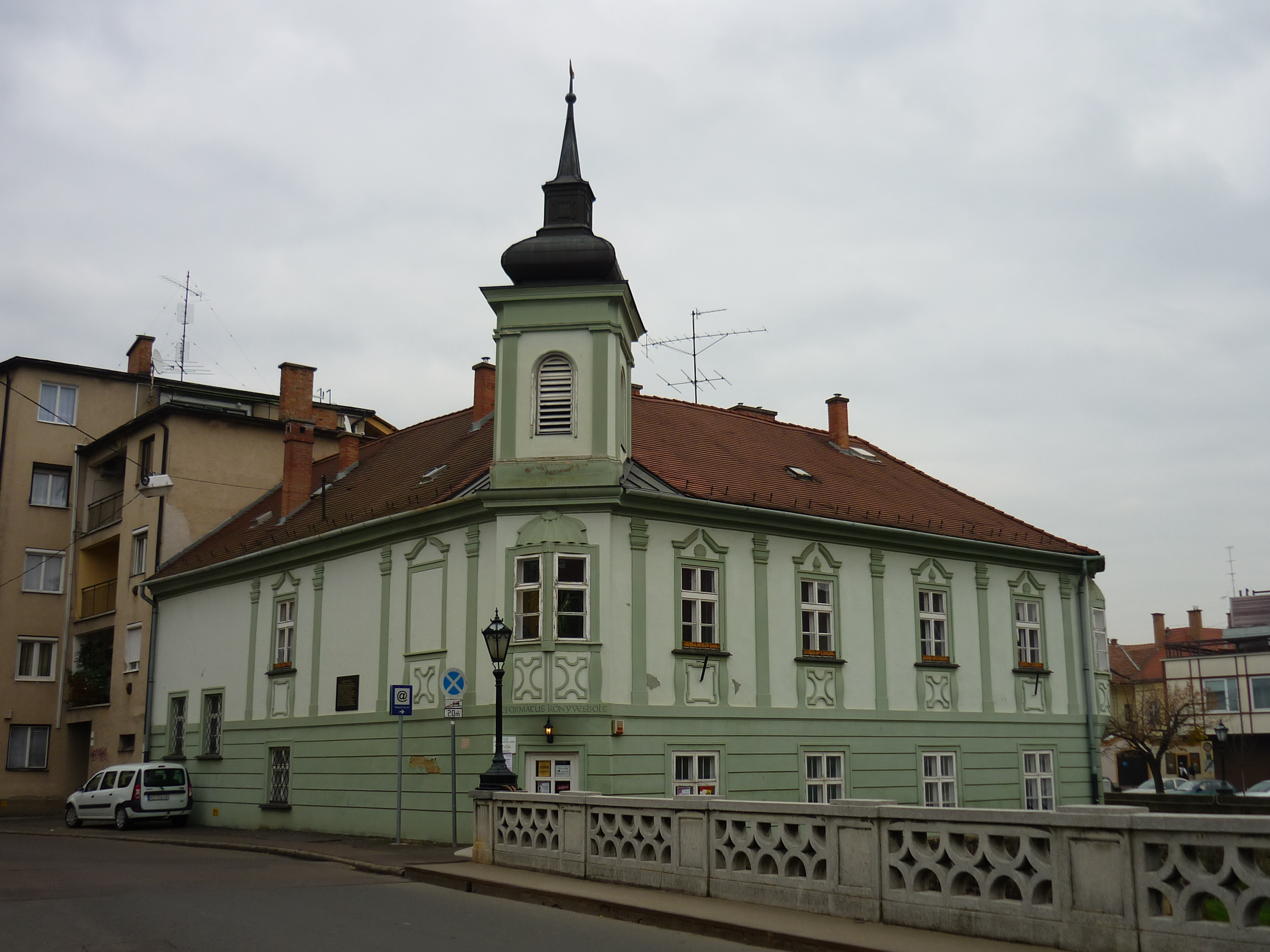
A Kálvin-ház az Eger-patak hídjáról

- A 25-ös főút Eger város felsővárosi városrészén, az Északi-lakótelepen lévő II. Rákóczi Ferenc úton található híddal keresztezi a patakot, valamint Egertől északra, Szarvaskő térségében is többször átvág a patak felett.
- Kossuth Lajos utcai közúti híd: a Kossuth Lajos utcában már a török korban, illetve a középkorban is állt híd, ugyanakkor ezek építésének idejéről nem maradtak fenn elérhető információk. A Barátok hídját később, a barokk korban építették, vélhetően egy időben a piactéri, úgynevezett Minoriták hídjával, amit Giovanni Battista Carlone építtetett. A Barátok hídja az 1813-as árvíz során ledőlt, de 1815-ben a város ismét felépíttette Zwenger József egri kőművesmesterrel. Ezt 1944-ben a visszavonuló német csapatok felrobbantották.[53]
- Az Füzesabony–Putnok-vasútvonal Egerben, a Sas utcánál keresztezi a patak medrét, valamint több alkalommal Szarvaskő térségében is.
- A 3-as főút Szihalomnál és Füzesabonynál keresztezi az Eger-csatorna, illetve az itt már Rima-patak néven futó Eger-patak medrét.
- A Budapest–Sátoraljaújhely-vasútvonal Füzesabony mellett keresztezi az Eger-csatornát, majd közvetlenül Szihalom előtt a Rima-patakot.
- Az M3-as autópálya a 122. kilométerszelvénynél, Szihalom térségében halad át a patak felett, míg az Eger-csatornát Füzesabonynál keresztezi a 118. kilométerszelvénynél.
- Mezőszemere területén három hídja van, egy külterületi és két belterületi (a Május 1. utca és a Tárkányi utca közti híd, valamint a 33 102-es számú mellékút [Szabadság út–Farmosi út] hídja).
- Egerfarmos határai között három külterületi átkelőhelye van.
- Poroszló és Egerfarmos határán (de már épp poroszlói területen) ismét egy külterületi híd szeli át.
- Borsodivánka közigazgatási területén a 3302-es út hidalja át, később pedig a település központjából Dózsatelep községrész felé vezető híd.
- Utolsó hídján ismét a 3302-es út keresztezi, Négyes község nyugati határában.